# 투츠 앤드 더 메이털스
투츠 앤드 더 메이털스(Toots and the Maytals)는 자메이카의 음악 그룹이다.